# Transformatorenhaus Ammendorf

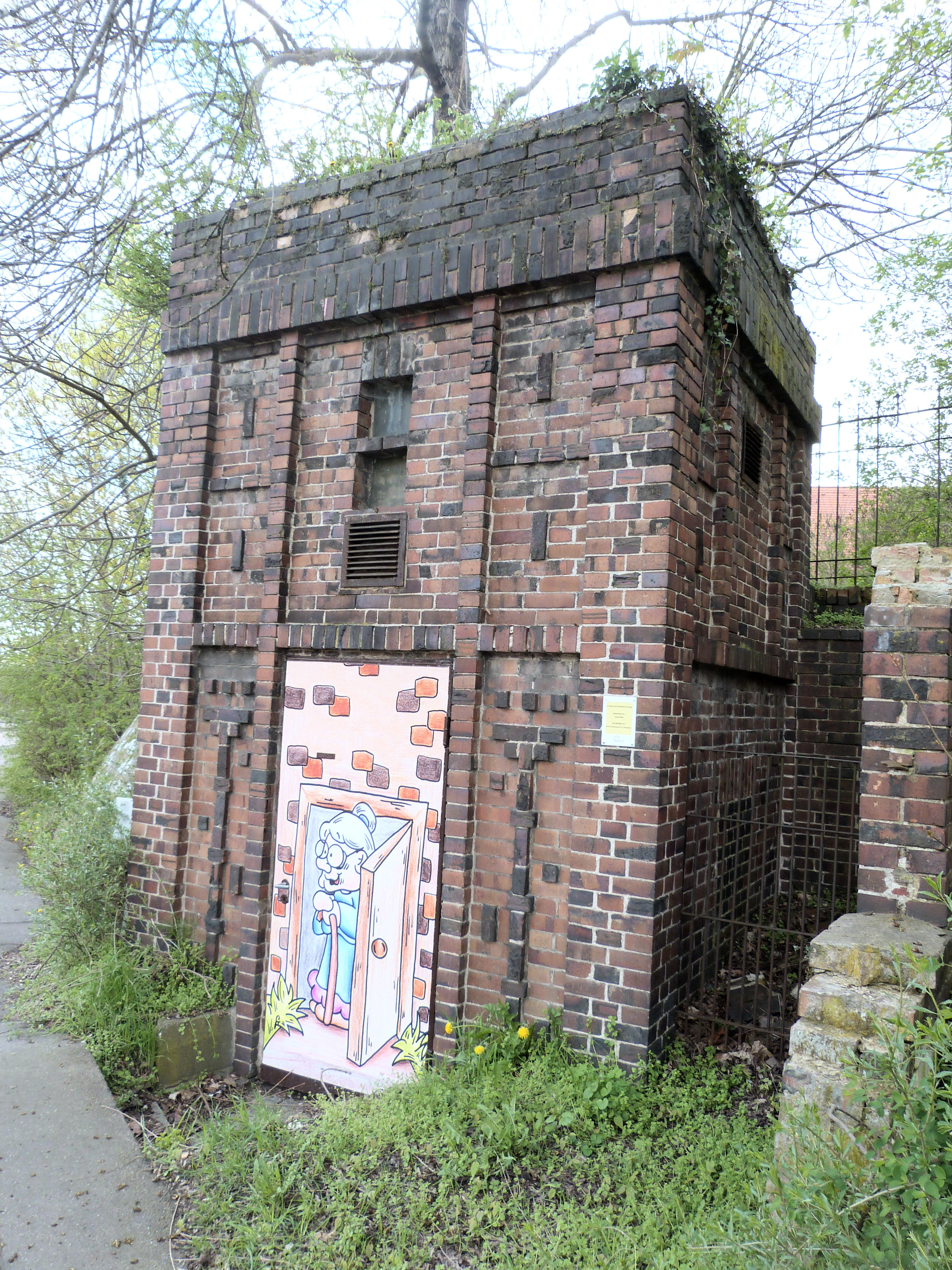
Transformatorenhaus Ammendorf

Das Transformatorenhaus Ammendorf ist ein für das Stromnetz in der heutigen Stadt Halle (Saale) errichtetes Gebäude, das unter Denkmalschutz steht.

## Geschichte und Baubeschreibung
Zu den kleineren halleschen Bauten der 1920er Jahre gehört die Transformatorenstation unterhalb der St.-Katharinen-Kirche an der Merseburger Straße in Halle-Ammendorf. Dieser im Jahr 1950 eingemeindete Ort befand sich damals im Prozess der Stadtwerdung (1937 abgeschlossen) und wurde durch die räumliche Nähe zu Halle mit in die Modernisierung der Stromversorgung einbezogen, die die Umstellung von Gleichstrom auf Wechselstrom zum Ziel hatte.
Anders als im direkten Umfeld der Altstadt, wo Gebäude mit rechteckigem Grundriss – wie das Transformatorenhaus Universitätsring – entstanden, erbaute man hier – nach Plänen von Stadtbaurat Wilhelm Jost – lediglich ein quadratisches, turmartiges Bauwerk. Dieses wurde aber auch sehr viel zurückhaltender gestaltet als in den umliegenden Dörfern, in denen diese Turmstationen deutlich höher ausgefallen sind – etwa der Trafoturm Höhnstedt oder der Trafoturm Brachstedt. Das genaue Baujahr ist nicht bekannt und wird auf die Zeit um 1925 geschätzt. Eine weitere kleine Turmstation dieser Art entstand mit dem Transformatorenhaus Nietleben ebenfalls im damaligen Saalkreis und gehört seit dem Jahr 1950 ebenfalls zu Halle.
Das Transformatorenhaus ist als Baudenkmal im Denkmalverzeichnis mit der Erfassungsnummer 094 96947 eingetragen. Es wurde mit einer Hangmauer umgeben und trotz seiner geringen Höhe mit expressionistischen Elementen gestaltet, indem man Backsteine auf die Fassade aufsetzte und somit diese belebte. Dieses Gestaltungselement findet sich auch beim Transformatorenhaus Moritzzwinger, dem Umspannwerk Stadtpark oder dem Transformatorenhaus Rudolf-Breitscheid-Straße.